# 鮎鮨
鮎鮨（あゆずし）は鮎をたねにした鮨（なれずし）である。塩漬けにした鮎の腹を開き、骨などを除いて飯とともに漬け込み、乳酸発酵させて作る。夏の季語。

## 概要
漁獲した鮎の内臓を除去して塩漬けしたものと、米飯や米麹、唐辛子を交互に詰めて熟成させたなれずしの一種である。麹が米飯を分解して生成した糖によって乳酸菌が増殖し、その乳酸菌が乳酸を生成することで保存性が向上し、さらにアミノ酸などの増加によって食味が向上する。
なれずしではないが、類似の食品として、紀の川流域の奈良県では柿の葉寿司や笹寿司、和歌山県では焼き（炙り）寿司、京都府の桂川や由良川流域では姿寿司・押し寿司などがある。

## 鮎鮨と文化
富山県の鮎鮨は徳川吉宗が好み、富山藩の献上品になるほどの名産だった。『今昔物語集』巻31第32話「人見酔酒販婦所行語 第卅二」に、鮎鮨売りの女が酔いつぶれて売り物の鮨桶の中に嘔吐し、かき混ぜてごまかした逸話がある。歌舞伎の『義経千本桜』三段目「すし屋」にも登場する。

## 製造方法
1. 漁獲した鮎の内臓を除去し、背開きした上で、冷蔵庫で20日間塩漬けする[1]。
2. 米飯、米麹、唐辛子、塩出しした鮎を交互に樽に敷き詰め、重しを乗せて常温で熟成する。（これを本漬けという）[1]
3. 本漬け40日頃から食べ頃になる[1]。

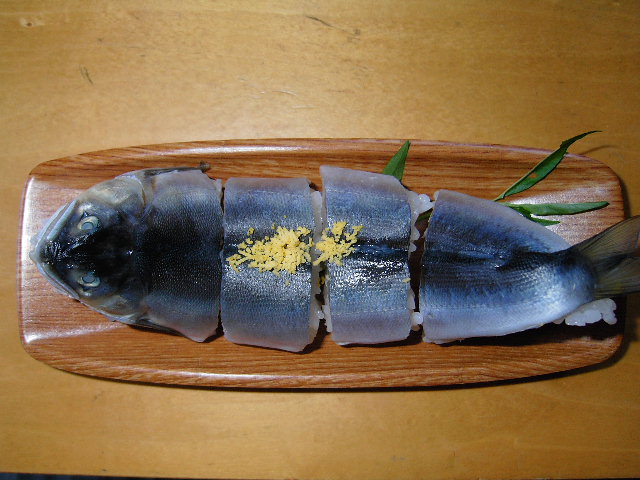
姿寿司
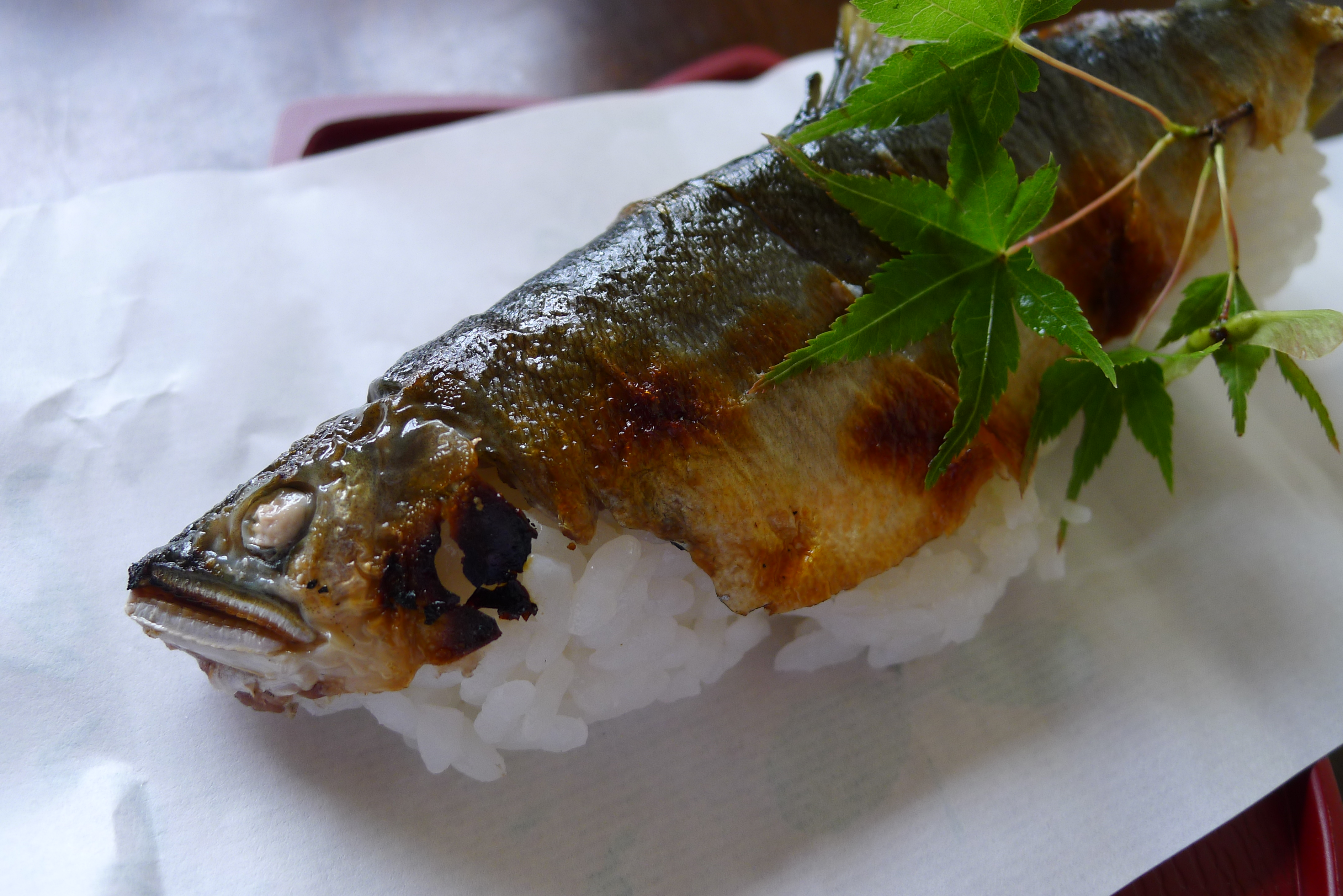
焼き鮎の姿寿司
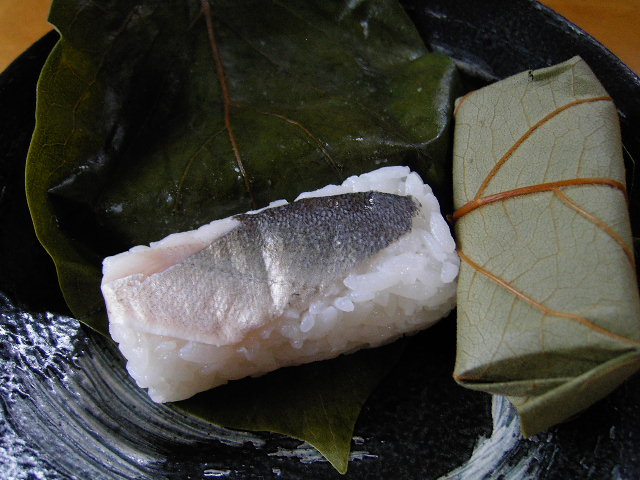
柿の葉寿司